# 安全装置
安全装置（あんぜんそうち）とは機械・車両などに備えられた、誤操作や故障による事故の発生を予防するための仕組みである。
なおこういった機構を工学として追求する分野を安全工学というが、こちらは装置やシステムの設計のみならずこれを運用する側（ユーザー）の活動、ひいては企業の活動や産業構造を事故を起こさないよう改善することを含んでいる。

## 概要
安全装置とは、緊急の際に人命や財産といった他のものに被害を与えないようにする機構のことである。機械装置、特に大きな動力を用いて動作している機械は、コントロールを離れて動作した場合には大変危険であり、その危険を未然に防止するためのものが安全装置である。
こういった安全装置では、異常を検知した場合に自動的に動作するものもあれば、操作者が異常を感じ取ったときに操作するもの、あるいは不意な動作で事故が起きないようあらかじめ機械の動作を不能な状態に固定するものがあり、また更には複数の安全装置を組み込むことも行われる。

### 失敗の可能性と安全性
ただ人間は、何においても「間違えることもある」存在（→ヒューマンエラー）であるため、誤操作によってや、あるいは油断によって事故を起こす。安全装置においては、事前に想定されるこれら「人間がやらかしてしまうであろうミス」からも事故を防ぐような機構も見られ、特にそれらの問題で重大な事故が予測される場合や、よりミスをしやすいであろう不注意な、もしくは使用に際して専門の訓練を受けていないユーザーが操作する可能性のある機械装置ほど、厳重な安全装置が組み込まれる。このような「素人がいじっても事故にならない」という方向性はフールプルーフ（直訳すると「バカ除け」）とも呼ばれ、白物家電や娯楽家電のように一般家庭への普及を目指した、言い換えれば幼児でも触る可能性がある機器では工夫が凝らされるが、もとより誤った使い方が出来ないよう操作を単純にしたりして理解しやすくするのもフールプルーフの範疇である。
その一方で、機器になんらかの破損や故障があった場合に、あるいは操作ミスを含む誤動作によって機器が異常な動作をはじめた際に、それがユーザーの負傷など重大な事故に発展しないよう機器の動作を安全な状態で不能化したりする機能も安全装置の一種であるが、このような考え方はフェイルセーフといい、機器やシステムはいずれ故障することを前提として設計段階で想定し事故を回避するようにする考え方である。

### 安全にするための機構
なお安全装置は、後述する電力ヒューズのように自己破壊によって機構をとめてしまうものもあり、そうでなくても安全装置が自己遮断やロックすることによって自らの動作を不能化させた状態で保持するものも見られる。この場合、外部から操作者が安全を確認した上で修理したり、機能を復旧させる。
これら安全装置であるが、広義には冗長性設計のように問題の起こりそうな箇所に迂回路を設けて、故障や異常動作による被害を防ぐような設計思想や、それによって組み込まれる機構もその範疇にある。

## 安全装置の例
- 家庭・事業所の配電盤のブレーカ(配線用遮断器)。一定以上の電流が流れた際に回路を遮断することで、火災を防止する。
- 種々の電気器具の中にある電力ヒューズ。一定以上の電流が流れた際に自ら焼き切れることで、火災や、故障の拡大を防止する。
- エレベータの戸挟み検知装置。扉が閉まる途中で物に触れたときに自動的に扉を開けることにより挟まれ事故を防止する。
- 一部の車両のデッドマンブレーキ。運転者の異常や不在による事故を防ぐ。
- 移動式クレーンのモーメント・リミッタ。過重に応じて不安定方向への動き、すなわちジブの伏せ・伸展を規制することで、過荷重による事故を防ぐ。
- バックホーの安全レバー。操作レバーを無効にして、乗降時や休憩中に誤って操作レバーに触れることによる事故を防止する。掛け忘れを防止するため乗降の邪魔になる位置に配置されることが多いため乗降遮断レバーとも呼ばれる。
- 油圧装置の安全弁。一定以上の圧力をバイパスすることにより、油圧ホースの破損を防ぐ。
- 電池類の安全弁。一定以上の圧力を逃がすことにより、容器の破裂を防ぐ。
- 銃の安全装置。セイフティとも言い、弾丸が装填された状態で安全な携行を可能にする。また、不用意な取り扱いによる暴発（不時発射）を防ぐ。銃の部品の項を参照のこと。
- プレス機械の安全装置についてはプレス機械の項を参照のこと。
- インターロック (安全技術)